# Volker Müller (Journalist)
Volker Müller (* 5. Januar 1952 in Plauen, Vogtland) ist ein deutscher Journalist und Schriftsteller.

## Leben
Müller wuchs als erstes von drei Geschwistern im zwischen Greiz und Plauen gelegenen ostthüringischen Hohndorf in einfachen Verhältnissen auf. 1970 legte er in Greiz das Abitur ab, studierte von 1970 bis 1974 an der Pädagogischen Hochschule Erfurt/Mühlhausen und schloss dort als Diplomlehrer in der Fachrichtung Deutsch/Russisch ab. Nach drei Jahren im Schuldienst im Kreis Potsdam-Land studierte Müller von 1978 bis 1980 Musik am Robert-Schumann-Konservatorium Zwickau. Zwischen 1977 und 1984 war er Klarinettist im Staatlichen Sinfonieorchester Greiz, in den Jahren 1984 bis 1986 Mitarbeiter im Bezirkskabinett für Kulturarbeit in Gera, danach war er bis 1990 als Tanzmusiker in Greiz tätig. Von 1990 bis 1994 machte Müller eine Ausbildung zum Redakteur bei der Frankenpost und arbeitete bis 1997 als Greizer Lokalredakteur der „Thüringenpost“.
Seit April 1998 ist Müller als freier Journalist und Schriftsteller tätig. 2009 wurde mit „Der Preisträger“ auch sein erstes Theaterstück aufgeführt. Müller hatte schon als Schüler geschrieben und gehörte dem oppositionellen Greizer Kreis um den Lyriker Günter Ullmann an.
Müller, der seit 1977 in Greiz lebt, ist verheiratet und hat zwei Kinder.

## Werke
- 2001: Null Bock auf Entenjagd. Feuilletons und Betrachtungen zum Bach-Jahr Mauer Verlag. Rottenburg. ISBN 3-935121-16-4.
- 2001: Der Weg nach Sanssouci. Das Fontane-Jahr. Notizen, Plädoyers und Eskapaden. Königshausen & Neumann. Würzburg. ISBN 3-8260-2075-8.
- 2002: Prominente Pilzvergiftungen. Portraits. Edition Muschelkalk, Band acht. Wartburg Verlag. Weimar. ISBN 3-86160-308-X.
- 2004: Tausend und eine Leidenschaft. Feuilletons, Szenen, Reisebilder, Essays aus Deutschland zum Tschechow-Jahr unter besonderer Beachtung Thüringens. Ingo Koch Verlag. Rostock. ISBN 3-937179-45-3.
- 2006: Der Zauberflöte zweyter Theil. Mozart und Thüringen – ein kleiner Streifzug. Wartburg Verlag. Weimar. ISBN 978-3-86160-182-1
- 2008: Das Galakonzert. Kleine Prosa. Wartburg Verlag. Weimar. ISBN 978-3-86160-404-4.
- 2009: Die geschwinde Promotion. Robert Schumann und Thüringen – ein kleiner Streifzug. Verlag Dohr. Köln. ISBN 978-3-936655-60-5.
- 2010: Im wunderschönen Monat Mai. Stücke um Clara und Robert Schumann fürs Theater und zum Lesen. Gottesgrün.
- 2012: Kormorane. Erzählungen. UND-Verlag. Stadtroda. ISBN 978-3-927437-50-0.
- 2015: Einen Taubenflug groß ist meine Stadt. Gedichte. Freie Edition Gottesgrün.
- 2017: Corvette Menz. Roman. UND-Verlag. Stadtroda. ISBN 978-3-927437-54-8.
- 2017: Lob der Bäume. Holzschnitte von Peter Zaumseil, Gedichte von Volker Müller. Dreier Press. Elsterberg.
- 2018: Vergessene Zentimeter. Gedichte & Sprüche zwischen Neuendorf und Idahöhe. Engelsdorfer Verlag. Leipzig. ISBN 978-3-96145-276-7.
- 2018: Bäume malen im November. Kleine Prosa. BS-Verlag. Rostock. ISBN 978-3-86785-441-2.
- 2019: Blondinenrettung. Geschichten aus einem nahen fernen Land. Engelsdorfer Verlag. Leipzig. ISBN 978-3-96145-441-9.
- 2019: Quartett für die Ewigkeit. Essays. Aufsätze, Betrachtungen. Engelsdorfer Verlag. Leipzig. ISBN 978-3-96145-858-5.
- 2020: Abschied von Sontamur. Roman. Engelsdorfer Verlag. ISBN 978-3-96145-930-8.
- 2020. Gutgemeinte Nadelstiche. Gedichte & Dialoge. Engelsdorfer Verlag Leipzig.   ISBN 978-3-96940-065-4.
- 2021. Oktobermusik – Herbst auf Hiddensee. Gemälde und Grafiken von Günter Weiß. Texte von Hannelore Weiß und Volker Müller. Engelsdorfer Verlag Leipzig. ISBN 978-3-96940-143-9.
- 2021. Reussenträume. Zwölf Stücke. Engelsdorfer Verlag Leipzig. ISBN 978- 3-96940-179-8.
- 2022. Preußische Weisheiten. Frühe Texte – Lyrik, Prosa. Feuilleton.  Engelsdorfer Verlag Leipzig. ISBN 978-3-96940-312-9.
- 2022. Piranhas für den Ehemann. Essays. Aufsätze, Betrachtungen (2). Engelsdorfer Verlag Leipzig. ISBN 978-3-96940-385-3.
- 2023. Zwei Erzählungen über glückliche Tage. Prosa. Engelsdorfer Verlag Leipzig. ISBN 978-3-96940-650-2.
- 2024. Dabei ging nur ein leichter Regen nieder. Gedichte, Notate, Fragmentarisches. Engelsdorfer Verlag Leipzig. ISBN 978-3-96940-823-0.

Theaterstücke
- Der Preisträger, 2009 in Greiz[1]
- Der geschwätzige Gast. 2010 in Greiz F[2]
- Eine neue Zeit bricht an 2010 in Greiz[3]

## Auszeichnungen
- 1999 und 2004 erhielt Müller Autorenstipendien des Freistaats Thüringen.
- Im April 2018 erhielt Müller den erstmals verliehenen „Vogtländischen Literaturpreis“ im Bereich Belletristik.